# 佩雷塞倫尼亞
49°53′24″N 30°47′22″E / 49.89000°N 30.78944°E

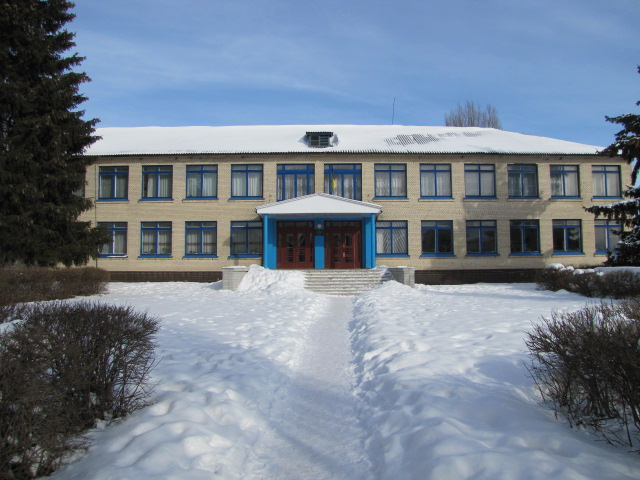

佩雷塞倫尼亞（烏克蘭語：Переселення）是位於烏克蘭北部的村莊，由基辅州奧布希夫區的卡哈爾利克市鎮負責管轄。該村始建於1697年，面積6.17平方公里，海拔高度177米，2001年人口1,741，人口密度每平方公里249.3人。